# Куликовка (Черкасская область)
Куликовка (укр. Куликівка) — село в Каменском районе Черкасской области Украины.
Население по переписи 2001 года составляло 244 человека. Почтовый индекс — 20821. Телефонный код — 4732.

## Местный совет
20820, Черкасская обл., Каменский р-н, с. Лубенцы, ул. Зозулевича, 40